# Руська-Весь (Венґожевський повіт)
Руська-Весь (пол. Ruska Wieś, нім. Reussen) — село в Польщі, у гміні Венґожево Венґожевського повіту Вармінсько-Мазурського воєводства.
Населення — 41 особа (2011).
У 1975-1998 роках село належало до Сувальського воєводства.

## Демографія
Демографічна структура станом на 31 березня 2011 року:
|          | Загалом | Допрацездатний вік | Працездатний вік | Постпрацездатний вік |
| -------- | ------- | ------------------ | ---------------- | -------------------- |
| Чоловіки | 21      | 6                  | 14               | 1                    |
| Жінки    | 20      | 3                  | 12               | 5                    |
| Разом    | 41      | 9                  | 26               | 6                    |